# NGC 7537
NGC 7537 је спирална галаксија у сазвежђу Рибе која се налази на NGC листи објеката дубоког неба.
Деклинација објекта је + 4° 29' 56" а ректасцензија 23h 14m 34,6s. Привидна величина (магнитуда) објекта NGC 7537 износи 13,0 а фотографска магнитуда 13,8. Налази се на удаљености од 35,118 милиона парсека од Сунца. NGC 7537 је још познат и под ознакама UGC 12442, MCG 1-59-16, CGCG 406-28, KUG 2312+042, KCPG 578A, PGC 70786.